# Andrew Foley (député)
Andrew Foley (c. 1748 - 28 juillet 1818) est un homme politique britannique.

## Biographie
Il est le troisième fils de Thomas Foley (1er baron Foley, 1716-1777) et fait ses études à Oxford.
Contrairement à ses deux frères aînés, il n'a pas beaucoup dissipé la richesse de la famille. Son père lui crée des domaines dans et autour de Newent, dans le Gloucestershire, appartenant à la famille depuis plusieurs générations. Il est fiduciaire du testament de son père, avec le frère cadet de son père, Robert Foley, doyen de Worcester.
Andrew Foley est député de Droitwich, longtemps représenté par des membres de sa famille, de 1774 jusqu'à sa mort en 1818.
Il épouse Elizabeth, fille et héritière de Boulter Tomlinson, et laisse deux fils, Thomas et William Andrew (non mariés) et quatre filles.